# Nguyễn Đăng Bảy
Nguyễn Đăng Bảy (1 tháng 1 năm 1923 – tháng 6 năm 2007) là nhà quay phim điện ảnh Việt Nam, ông đảm nhận vai trò quay phim cho nhiều bộ phim truyện và phim tài liệu nổi tiếng của nền điện ảnh cách mạng Việt Nam.

## Tiểu sử
Ông sinh năm 1923, quê ở làng Phù Lưu, Từ Sơn, Bắc Ninh. Từ năm 16 tuổi, Nguyễn Đăng Bảy hoạt động trong phong trào Thanh niên Phản đế. Sau Cách mạng tháng 8, tham gia khởi nghĩa tại tỉnh Bắc Kạn, ông làm việc ở Ty Thông tin Tuyên truyền của tỉnh, sau chuyển lên Nha và công tác trong tổ phóng viên nhiếp ảnh tuyên truyền kháng chiến.
Năm 1949, được cơ quan giao cho chiếc máy quay phim chiến lợi phẩm để quay tư liệu kháng chiến về Hồ Chí Minh. Từ đây, ông đã thực hiện quay các phóng sự Bác Hồ thăm nông thôn Đại Từ, Bác Hồ thăm Đại hội Phụ nữ ở Đại Từ, Sinh nhật "Lục tuần Đại khánh" của Bác Hồ, cũng như tư liệu về các chiến dịch Tây Bắc, Nghĩa Lộ, Trung du, Điện Biên Phủ, về Đại hội Đảng Cộng sản Việt Nam lần II, về tháng hữu nghị Việt – Trung – Xô. Ông cũng là một nhiếp ảnh gia và là phóng viên mặt trận tại các chiến dịch: Đông Khê, Thất Khê, Điện Biên Phủ,...
Sau khi hòa bình lập lại tại miền Bắc, ông làm phim tài liệu Đường sắt Hà Nội – Mục Nam quan, và quay các phim khác như Phong cảnh Hà Nội (1956), Núi rừng Việt Bắc (1957). Ông cũng thực hiện nhiều hình ảnh về các chuyến công tác của Hồ Chí Minh trong và ngoài nước. Một trong số đó là bộ phim Bác Hồ thăm Ấn Độ (theo lời mời của Thủ tướng Jawaharlal Nehru năm 1958).
Năm 1960, Nguyễn Đăng Bảy thực hiện bộ phim truyện đầu tay Cô gái công trường của đạo diễn Nguyễn Tiến Lợi. Năm tiếp theo, ông tham gia quay chính cho bộ phim Con chim vành khuyên và đã giành giải Quay phim xuất sắc nhất tại Liên hoan phim Việt Nam lần II (1973). Ông đoạt giải thưởng này lần thứ hai tại Liên hoan phim Việt Nam lần III năm 1975 với phim Đến hẹn lại lên (1974). Ông đã quay tổng cộng gần 30 bộ phim truyện, trong đó có những phim nổi bật khác như Nổi gió (1966), Không nơi ẩn nấp (1971), Ngày lễ Thánh (1976), Chuyến xe bão táp (1977), Chị Dậu (1980), Ngày ấy bên sông Lam (1983)...
Ngày 14 tháng 12 năm 1983, Nguyễn Đăng Bảy được nhà nước Việt Nam tặng thưởng Huân chương Lao động hạng Nhì. Năm 1988, ông được phong tặng danh hiệu Nghệ sĩ nhân dân và là nhà quay phim đầu tiên nhận được danh hiệu này.
Ông là đồng hương và là anh vợ của nhà văn Kim Lân. Con trai ông, đạo diễn Nguyễn Lê Văn, hiện là đạo diễn Ban Khoa giáo - Đài Truyền hình Việt Nam (VTV2) của VTV, anh được phong tặng danh hiệu Nghệ sĩ ưu tú năm 2012.
Nguyễn Đăng Bảy qua đời vào tháng 6 năm 2007, ông được mai táng tại quê nhà.